# Садовников, Вячеслав Васильевич
Вячеслав Васильевич Садовников (29 апреля 1940, Орск) — советский футболист, полузащитник.

## Биография
Родился в 1940 году в городе Орск Оренбургской области. В том же году его семья переехала в Куйбышев. В 10 лет начал играть нападающим за детскую команду завода аэродромного оборудования. В 1954 году начинает тренироваться в юношеской команде «Крылья Советов» у Бурмистрова и Петрова. Зимой играет в хоккей с шайбой. В 1958 году на чемпионате города юношеская команда выиграла у местного «Локомотива» со счетом 7:1 и тренирующий куйбышевские «Крылья Советов» Александр Абрамов пригласил молодежь к себе. Садовников в 1959 году дебютировал в Высшей лиге, но не смог закрепиться в основном составе. Перед следующим сезоном во время товарищеского матча с уфимским «Строителем» был травмирован Фёдором Новиковым и несколько месяцев не играл. Ко второму кругу Садовников смог восстановиться и сыграть 7 матчей. Играл за «Крылья Советов» семь лет подряд с 1959 по 1965 год, за основной состав провел 66 матчей и забил 8 голов. В 1966 переехал в Харьков, где два года играл за местный «Авангард» (переименованный в «Металлист»). С 1968 года играл в Жданове, был капитаном местного клуба «Азовец» (переименованный в «Металлург» и «Локомотив»).
В 1974 закончил карьеру игрока и вернулся в Куйбышев, до 2002 работал тренером в СДЮШОР «Крылья Советов».
В 1994 возглавил Самарскую федерацию футбола.
17 апреля 2022 года был одним из амбассадоров «Крыльев Советов» посвященного 80 летию клуба.

## Достижения
Чемпионат РСФСР
- чемпион: 1961

Чемпионат Украинской ССР среди коллективов физической культуры (КФК):
- чемпион: 1974[англ.]